# Henry Gilroy
Henry Gilroy est un scénariste et producteur de télévision américain.
Il est surtout connu pour avoir cocréé la série animée Star Wars: The Clone Wars avec George Lucas ainsi que pour avoir scénarisé des films de la série des Lego Bionicle : Bionicle : Le Masque de Lumière, Bionicle 2 : La Légende de Metru Nui.